# Thrips pini
Thrips pini är en insektsart som först beskrevs av Jindřich Uzel 1895.  Thrips pini ingår i släktet Thrips och familjen smaltripsar. Arten är reproducerande i Sverige. Inga underarter finns listade i Catalogue of Life.